# Gil Ofarim
 (septembre 2018).
Si vous disposez d'ouvrages ou d'articles de référence ou si vous connaissez des sites web de qualité traitant du thème abordé ici, merci de compléter l'article en donnant les références utiles à sa vérifiabilité et en les liant à la section « Notes et références ».
Pour les articles homonymes, voir Ofarim.
 Gil Ofarim, de son vrai nom Gil Doron Reichstadt Ofarim, né le 13 août 1982 à Munich, est un auteur-compositeur-interprète, chanteur et guitariste allemand.

## Biographie
Le père de Gil Ofarim était le musicien israélien Abi Ofarim, dont la carrière (solo et avec sa première femme Esther Ofarim) remonte à plusieurs décennies. Sa mère, Sandy, est la troisième femme d'Abi. Gil Ofarim parle allemand, hébreu et anglais. Il chante en anglais et en allemand.

## Carrière professionnelle
La carrière de Gil Ofarim dans le showbiz a débuté en mai 1997 lorsqu'il a été repéré dans une station de métro de Munich par un découvreur de talents pour le magazine Bravo (de). L'article a généré des milliers de lettres de fans et il a décroché un contrat d'enregistrement avec BMG. Son premier single « Round'N' Round (It Goes) » sort en novembre 1997 et fait partie du Top 40 en Allemagne. Son album Here I Am a connu un succès international en mai 1998. 
Après plusieurs autres singles à succès, Gil Ofarim est devenu désabusé d'être une idole adolescente. Son album On My Own, paru en 2003, mettait en valeur son mouvement dans une direction musicale différente.
Depuis 2005, il était le chanteur principal de Zoo Army. L'armée du zoo était composée de Gil, Tal (son frère), Roland Söns et Dominik Scholz. Ils sortent leur premier single « I'm Alive » et leur album 507 au premier semestre 2006.
En 2010, Gil Ofarim a formé un autre groupe, Acht, qui se concentre sur un son hard rock entraînant. Le premier album d’Acht, Stell dir vor, est entièrement en allemand, reflétant une nouvelle approche du marketing domestique.
En octobre 2012, Gil Ofarim a participé à l'émission The Voice of Germany.
Il est également actif en tant qu'acteur et a joué en 2004 le rôle de Christoph dans la production de Pro7, Endlich Sex ! ("Finally Sex !"). Il a aussi joué Stefan Döbbelin dans Die Sturmflut (The Storm Tide) en 2006, et Max dans le psycho-thriller Strip Mind, qui a ouvert ses portes en Allemagne le 3 janvier 2007. Son dernier rôle est Mick dans la série télévisée pour enfants Armans Geheimnis (Arman's Secret) de 2015.
En 2017, il participe à l'émission Let's Dance et devient lauréat avec sa partenaire de danse Ekaterina Leonova. Il fait son grand retour à la musique en 2020, après 10 ans d'absence.

## Vie privée
Le 15 décembre 2014, Gil Ofarim a épousé sa petite amie de longue date, Verena Brock. Le couple a eu leur premier enfant le 6 mars 2015, Leonard Dean Ofarim. Leur deuxième enfant est né le 30 janvier 2017, une petite fille prénommée Anouk Marie Ofarim,. Le couple divorce en mars 2018 après 4 ans de mariage.

## Scandale de l’Étoile de David de 2021
Ofarim a connu un regain de notoriété à partir d'octobre 2021, à la suite d'une publication sur son compte Instagram vue 4 millions de fois. Le 4 octobre, à son arrivée à l'hôtel The Westin Leipzig, un désaccord était en effet apparu entre lui et un réceptionniste. Quelques instants plus tard, Ofarim enregistrait une vidéo devant l'hôtel, vidéo publiée sur Instagram le lendemain matin. Il y affirmait qu'il n'avait pas été autorisé à s'enregistrer à l'hôtel à cause de son collier arborant une étoile de David, et qu'on lui avait demandé de « remballer l'étoile ». Cela provoqua une vague de protestations dans toute l'Allemagne. Le parquet de Leipzig engagea une procédure contre l'employé de l'hôtel. 
L'enquête fit cependant apparaître que les enregistrements des caméras de surveillance, de même que les témoignages, contredisaient Ofarim : il ne portait pas de chaîne de manière visible à la réception de l'hôtel. Par conséquent, le parquet inculpa Ofarim de diffamation, de dénonciation calomnieuse et de fraude. Jusqu'en novembre 2023, Ofarim persista néanmoins dans ses accusations.
Ce n'est qu'en novembre 2023, lorsque son procès s'ouvrit devant le tribunal de Leipzig, qu'Ofarim avoua, au sixième jour, avoir inventé les accusations. Le procès contre Ofarim fut suspendu à condition qu'il verse une somme de 5 000 euros à la communauté juive de Leipzig et au mémorial et centre de formation de la Maison de la conférence de Wannsee. S'y ajouta un dédommagement pour le préjudice subi par l'employé d'hôtel, objet de nombreuses menaces de mort. Le tribunal justifia l'arrêt de la procédure entre autres par le fait que l'employé de l'hôtel avait été réhabilité plus efficacement par les excuses d'Ofarim qu'il n'aurait pu l'être par un jugement. En août 2024, la procédure fut définitivement arrêtée.
Dans un communiqué du 28 novembre 2023, le Conseil central des juifs d'Allemagne a condamné le comportement d'Ofarim, estimant qu'il avait "causé un grand préjudice à tous ceux qui sont véritablement touchés par l'antisémitisme."

## Discographie

### Albums studios
- 1998 : Here I Am
- 2000 : The Album
- 2001 : The Best Of Gil ... So Far
- 2003 : On My Own
- 2006 : 507 (Zoo Army)
- 2010 : Stell dir vor (Acht)
- 2020 : Alles auf Hoffnung

## Filmographie

### Séries télévisées
- 1998 : Au rythme de la vie de Reg Watson : Figurant
- Depuis 2004 : Toute première fois de Klaus Knoesel : Christoph
- 2006 : Au cœur de la tempête de Jorgo Papavassiliou : Stefan Döbbelin
- 2007 : Strip Mind
- 2015-2017 : Arman's Secret (de) : Mick
- 2017 : Le Rêve de Diana[9]
- 2017 : Sechs auf einen Streich : Prinz Lennard[10]

### Long métrage
- 2017 : Unter Deutschen Betten : Musicien[11]

### Doublage
- 2007 : Il était une fois  de Kevin Lima : Jon McLaughlin
- 2017 : My Little Pony, le film de Jayson Thiessen : Capper

## Livres
- 2017 : Gil Ofarim - Fotografien von Ina Bohnsack[12]

## Participations télévisées
- 2017 : Let's Dance : Candidat
- 2020 : Masked Singer : Candidat